# Naftna geologija
Naftna geologija (geologija ležišta ugljikovodika) zasebno je područje unutar geologije kao znanstvene grane. Obuhvaća brojne zasebne discipline razvijane desetljećima, a u cilju boljega opisivanja ležišta nafte i plina, te dobivanja većega konačnog iscrpka iz istih.

## Predmet
Geologija ležišta ugljikovodika obuhvaća raznovrsne studije koje se bave postojanjem parametara kojima je određeno ležište, a to su postojanje matičnih stijena, migracijskog puta, zamke, izolatora i rezervoara (rezervoarskih stijena, kolektora ili ležišta). Usko je povezana s drugim geološkim ili srodnim disciplinama poput seizmike, regionalne geologije, sedimentologije, paleontologije, geostatistike i drugih.

### Matične stijene
Predstavljaju pelitne sedimente, bogatije organskom tvari (od 0,5 % naviše) u kojima se djelovanjem temperature i vremena generirala dovoljna količina ugljikovodika (nafte i/ili plina) koja je mogla biti "istisnuta" do potencijalnog rezervoara.

### Migracijski put
Nakon generiranja ugljikovodika u prirodi (podzemlju) mora postojati migracijski put kroz dovoljno propusne sedimente, gdje će uzgon djelovati na način da ugljikovodici (lakši od vode koja najvećim dijelom zasićuje stijene u podzemlju) mogu migrirati prema površini i na tome putu biti uhvaćeni u rezervoarske stijene.

### Zamka
Pojam zamke obuhvaća oblik stijena u podzemlju (strukturu) povoljan za nakupljanje i relativno mirovanje kroz duže vrijeme (u geološkom smislu) bilo kojega fluida, u ovome slučaju ugljikovodika. Najpoznatija zamka je antiklinala, struktura zatvorena sa sve četiri strane, odnosno oblika "kupole". Ako zamislimo polovicu "kinder jaja" napunjenu uljem i otvorenim dijelom uronjenim u vodu, približno smo dobili sliku antiklinale. Iz takvoga zatvorena prostora ugljikovodici, lakši od vode, ne mogu pobjeći osim ako sama struktura nije razlomljena nekim poremećajem, recimo rasjedom.

### Izolatorske stijene
Vrsta stijena, najčešće pelitnih poput lapora, glina, šejlova, koja sprječavaju da fluidi teku kroz njih. Struktura bez izolatorskih stijena ne može biti zamka.

### Rezervoarske stijene
Vrsta stijena, dobre poroznosti i propusnosti, u kojima se fluidi mogu nakupiti, odnosno kroz njih prolaziti. Struktura bez rezervoarskih stijena ne može biti zamka.

## Vanjske poveznice
Mrežna mjesta
- Istraživanje i eksploatacija ugljikovodika u Republici Hrvatskoj  Arhivirana inačica izvorne stranice od 13. prosinca 2021. (Wayback Machine), Agencija za ugljikovodike
- Znanstveno vijeće za naftno-plinsko gospodarstvo i energetiku HAZU
- Hrvatska udruga naftnih inženjera i geologa